# Sidan
Sidan is een bestuurslaag in het regentschap Gianyar van de provincie Bali, Indonesië. Sidan telt 4639 inwoners (volkstelling 2010).